# TVR・Speed Twelve
TVR・Speed Twelve（スピードトゥウェルヴ）は、イギリスのTVRが開発していた自動車用エンジンである。
開発はされていたが、実用化までには至っていない。

## 概要
元々はレーシングカーである「スピード12」のために開発されたエンジンだったが、のちにそのロードカーバージョンである「サーブラウ スピード12」用に転用された。
Speed Twelveは、2基のSpeed Sixエンジンを共通のクランクシャフトを介して組み合わせたV型12気筒エンジンで、排気量は7.7L。材質は鋳鉄やアルミニウム合金ではなく、スチールを使用している。レーシング用のエンジンはレギュレーション上の都合で約675英馬力 (503kW) まで出力が抑えられていたが、ロードバージョンのサーブラウ スピード12用のエンジンは出力が上げられ、約940英馬力(700kW)程の出力になったという。
しかし、TVR社長（当時）のピーター・ウィラーは「あまりにもパワーが強すぎて実用化できない」として量産化を断念し、Speed Twelveエンジンの開発は中止となった。